# 't Hofje

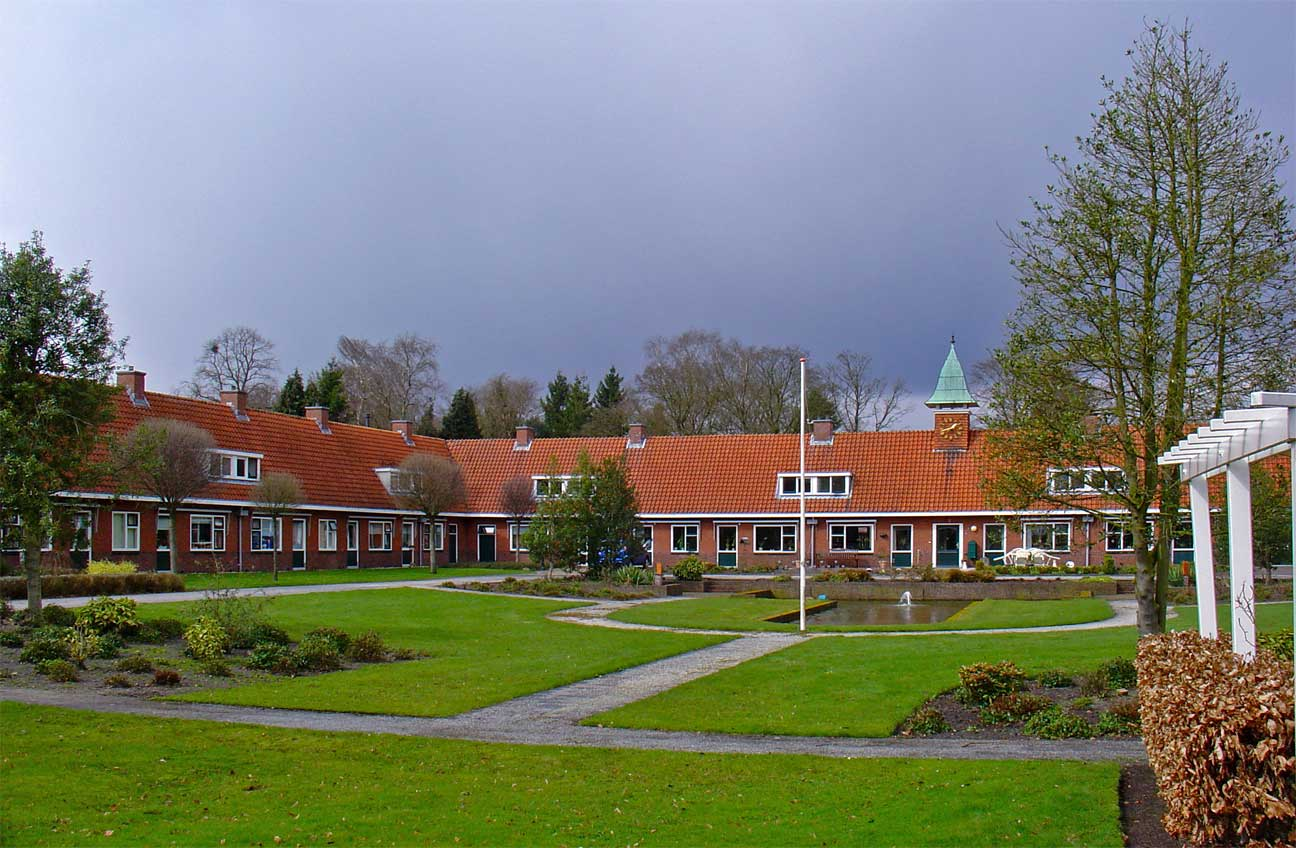
't Hofje in Stadskanaal

 't Hofje in Stadskanaal is een in 1938 aangelegd complex van bejaardenwoningen. Samen met de nabijgelegen Oranjestraat is het gebied aangewezen als rijksmonument.

## Geschiedenis
't Hofje is gelegen in de Stadskanaalster wijk Parkwijk en werd kort voor de Tweede Wereldoorlog ontworpen door de gemeentearchitect J. Meinen. De bouw gebeurde in opdracht van de gemeente en de plaatselijk woningbouwstichting SWO.
't Hofje is aangelegd in een U-vorm rondom een tuin met vijver. De woningen zijn gebouwd met rode Groninger baksteen. Een kenmerkend element is het torentje met de klok in het midden van het complex. De bouwstijl wordt wel de Delftse School genoemd. In de nabijgelegen Oranjestraat zijn arbeiderswoningen gebouwd in dezelfde bouwstijl en ontworpen door dezelfde architect. Vanwege het kenmerkende karakter voor de volkshuisvesting van de jaren dertig van de 20e eeuw is het gebied erkend als een rijksmonument.